# 吳喬
吳殳（1610年—1694年），又名喬，字修齡，太倉常熟人，明末清初詩人、史學家、武術家。

## 生平
吳殳少年時，正值明朝內憂外患之際，他考慮到在這時代若倘得能考取功名，得到朝廷所用，必然會參與平定內亂或抵抗外敵的工作。因此，他經常與同鄉的少年一起馳馬游歷，又研讀《孫子兵法》、《紀效新書》等軍事著作。曾从朱熊占学习峨嵋枪法。
崇禎六年（1633年），石電（號敬巖）受聘至婁（即今江蘇劉河鎮），寓居於當地的「報本寺」，負責練兵的工作。吳殳得到消息後，便約了同鄉的少年夏君宣、夏玉如、陸世儀（號桴亭）三人，一同向石電拜師，在其門下學習槍法，前後學習了三年。
崇禎八年（1635），石電戰死，而三人槍法中輟。同年春末，吳殳於湖上遇項元池，學得雙刀法。又客遊燕中，得鄭世子所著的《樂書》。崇禎十一年（1638年），考取秀才。
崇禎十七年，李自成攻入北京，吳三桂引清兵入關。革代之後，吳殳心如死灰。順治十八年（1661年），秋，著成《樂書》；冬，寫成〈石敬岩槍法記〉。
康熙元年（1662年），吳殳接受盛辛五聘到鹿城，擔任他兒子的老師。自此吳殳與盛辛五的好友朱熊占談論槍法，使當年所學頓復舊觀。八月十日，寫〈單刀圖說自序〉。中秋，著成《峨嵋槍法》。冬初，從朱熊占手上得到程真如的《峨嵋槍法》。康熙十六年（1678年），八月，編成《手臂錄》。秋，寫〈夢綠堂槍法序〉。康熙十六年（1680年），自果亭徐公復得鄭世子《樂書》。夏，編成《難光錄》。康熙十九年（1681年），冬，著《圍爐詩話》。康熙二十五年（1687年），夏，編成《無隱錄》。康熙三十三年（1695年），吳殳卒，享年八十五歲。

## 著作
- 《手臂錄》
- 《圍爐詩話》
- 《西崑發微》
- 《難光錄》
- 《懷陵流寇始終錄》：由戴笠始於順治年間編纂，戴笠死後遺稿由其門生潘耒所得，後由吳殳刪節成書。全書敘述了明末民變的全過程，是研究明末民變的重要史書。
- 〈劍訣〉及〈後劍訣〉：劍術方面的重要文獻，對後代中國劍術發展有重要影響。[2]